# Kuriá
Kuriá (del ruso: Курья) es un selo localizado en el raión Кuryinsky del krai de Altái, perteneciente al distrito federal de Siberia, en Rusia. Su población es de 3835 habitantes.
Lugar de nacimiento de Mijaíl Kaláshnikov (1919-2013), ingeniero militar y destacado diseñador de armas de fuego, famoso por crear el AK-47, una de las armas más usadas en el mundo, de hecho, la bandera de Mozambique la tiene en su bandera

## Zona horaria
Kurya está localizada en la zona horaria de Novosibirsk (NOVT/NOVST). UTC +0600 (NOVT)/+0700 (NOVST).